# تهاجم ۱۹۲۰ کی‌یف
تهاجم به کیف (یا عملیات کیف)، که اکثراً به عنوان نقطه آغازین جنگ لهستان-شوروی در نظر گرفته می‌شود، تلاشی از جانب ارتش جمهوری دوم لهستان به رهبری ژنرال یوزف پیلسودسکی و متحدان اوکراینی‌اش بود جهت به کنترل درآوردن مناطقی از اوکراین که پس از انقلاب بلشویکی به دست کمونیست‌ها افتاده بود.
هدف این عملیات استقلال کشور اوکراین و تشکیل یک کشور مستقل بود. بسیاری از اوکراینی‌ها نیروهای لهستانی را به مثابه ارتش آزدی بخشی می‌دیدند که برای کمک به آزادی ایشان آمده بودند اما اوکراینی‌های دیگری نیز در کنار نیروهای ارتش سرخ جنگیدند. عملیات در ماه آوریل سال ۱۹۲۰ میلادی با پیشروی نیروهای لهستانی آغاز و در روز ۷ مه منجر به آزادی کیف شد. اما در ادامه با ضد حمله ارتش سرخ به رهبری سیمیون بودیونی و سواره نظام همراهش ورق به نفع ارتش سرخ برگشت و طی یک سلسله عملیات در تابستان، نیروهای ارتش سرخ تا ورشو پیشروی کردند.